# Арнон Грюнберг
Арнон Грюнберг (нід. Arnon Grunberg, псевдонім — Марек ван дер Ягт; *22 лютого 1971, Амстердам, Нідерланди) — нідерландський прозаїк, поет і драматург, автор переважно романів і новел, також п'єс; одне з найяскравіших імен у сучасній нідерландській літературі. Живе і працює в Нью-Йорку (США).

## З життя і творчості
Арнон Грюнберг — амстердамець (народився 22 лютого 1971 року).
Був виключений з гімназії як асоціальний елемент. Змінив безліч занять — працював помічником в аптеці, мийником посуду. Писав п'єси на замовлення. Знімався в кіно (дебютував в короткометражній стрічці нідерландського режисера Сайруса Фріша «П... Марії», 1989).
Створив видавництво Казимир, що спеціалізується на німецькій літературі «авторів неарійського походження».
У літературі дебютував у 23-річному віці. Його перший роман «Сірі понеділки» (1994) отримав премію за літературний дебют і був перекладений 11-ма мовами. Ту ж премію здобув роман «Історія моєї лисини» (2000), опублікований Грюнбергом під псевдонімом Марек ван дер Ягт. Великим успіхом користувалися і наступні книжки письменника, також перекладені на багато мов.
Арнон Грюнберг публікує романи, новели, есе, пише драми та кіносценарії, працює журналістом (співробітник газети «НРК-Ганделсблад»), виступає на радіо і телебаченні, веде блог в Інтернет-журналі «Світ без кордонів» і власний сайт.
Від 1995 року живе і працює в Нью-Йорку (США).
Удостоєний багатьох літературних нагород. У 2009 році отримав найбільшу нідерландську премію Константина Гюйгенса за сукупністю творчості.
Ряд новел Грюнберга у перекладах українською Ярослава Довгополого були надруковані у книжці «Навіщо писати ? Антологія нідерландської прози.» (2005, К.: «Юніверс»).

## Вибрана бібліографія
- Blauwe maandagen / «Сірі понеділки» (1994);
- Figuranten / «Статисти» (1997);
- De heilige Antonio / «Святий Антоній» (1998);
- Fantoompijn / «Фантомний біль» (2000);
- De geschiedenis van mijn kaalheid / «Історія моєї лисини» (2000, під псевдонімом Марек ван дер Ягт);
- De Mensheid zij geprezen, Lof der Zotheid 2001 / «Хвала людству, хвала глупоті, рік 2001»  (2001);
- Gstaad 95-98 / «Гстад, 95-98»  (2002, під псевдонімом Марек ван дер Ягт);
- De asielzoeker / «У пошуках притулку» (2003);
- De joodse messias. Grote jiddische roman / «Юдейський месія. Великий єврейський роман» (2004);
- Tirza / «Тірза» (2006, екранізований у 2010)
- Onze oom / «Наш дядечко» (2008).